# Tina (Missouri)
Tina – wieś w Stanach Zjednoczonych, w stanie Missouri, w hrabstwie Carroll.